# Jack Clarke (pilota automobilistico)
Jack Clarke (Guildford, 1º marzo 1989) è un pilota automobilistico britannico.

## Carriera
Jack Clarke è nato in una famiglia appassionata di sport a motore.
Il suo patrigno è l'ex pilota di Formula Uno, Julian Bailey.
Nel 2009, all’esordio in Formula 2, fu coinvolto indirettamente nella morte del collega Henry Surtees: Clarke uscì di pista durante gara 2 sul circuito di Brands Hatch, perdendo una ruota che rimbalzò sulla pista. Surtees, che stava sopraggiungendo, fu colpito alla testa dalla ruota, morendo poche ore più tardi per le ferite riportate.

## Risultati in Formula 2
| Anno | No. | 1         | 2        | 3         | 4         | 5         | 6         | 7         | 8         | 9       | 10        | 11      | 12        | 13        | 14       | 15       | 16        | 17       | 18    | Pos | Punti |
| ---- | --- | --------- | -------- | --------- | --------- | --------- | --------- | --------- | --------- | ------- | --------- | ------- | --------- | --------- | -------- | -------- | --------- | -------- | ----- | --- | ----- |
| 2009 | 11  | VAL 1 13  | VAL 2 19 | BRN 1 Ret | BRN 2 15  | SPA 1 5   | SPA 2 Ret | BRH 1 Ret | BRH 2 Ret | DON 1 9 | DON 2 14  | OSC 1 7 | OSC 2 Ret | IMO 1 14  | IMO 2 14 | CAT 1 17 | CAT 2 14  |          |       | 18º | 6     |
| 2010 | 11  | SIL 1 Ret | SIL 2 4  | MAR 1 Ret | MAR 2 Ret | MON 1 Ret | MON 2 12  | ZOL 1 Ret | ZOL 2 4   | ALG 1 3 | ALG 2 Ret | BRH 1 2 | BRH 2 8   | BRN 1 Ret | BRN 2 9  | OSC 1 12 | OSC 2 DNS | VAL 1 16 | VAL 2 | 9º  | 81    |
| 2011 | 11  | SIL 1 8   | SIL 2 6  | MAG 1 13  | MAG 2 10  | SPA 1 19  | SPA 2 6   | NÜR 1 3   | NÜR 2 7   | BRH 1   | BRH 2 3   | SPL 1 5 | SPL 2 Ret | MON 1 8   | MON 2 7  | CAT 1 7  | CAT 2 9   |          |       | 8º  | 110   |